# Karl von Schlieffen
Karl Otto Graf von Schlieffen (* 14. Mai 1860 in Voßfeld in Mecklenburg; † 3. Januar 1946 im Kloster Malchow war ein mecklenburgischer Rittergutsbesitzer und Hofbeamter.)

## Leben
Karl von Schlieffen war Sohn des Fideikommissbesitzers auf Schwandt und Voßfeld(e) (beides heute Ortsteile von Rosenow) Otto Graf von Schlieffen und der Anna geb. von Voß. Zuerst besuchte er das Gymnasiums Neustrelitz, dann von 1877 bis 1879 war er auf dem Alumnat der Ritterakademie Brandenburg. Nach dem Schulbesuch des Katharineums zu Lübeck, das er Ostern 1880 mit dem Abitur abschloss, studierte er an der Albert-Ludwigs-Universität Freiburg, der Rheinischen Friedrich-Wilhelms-Universität Bonn und der Friedrich-Wilhelms-Universität Berlin Rechts- und Kameralwissenschaften. 1881 wurde er Mitglied des Corps Borussia Bonn.
Nach dem Referendarexamen wurde er Fideikommissbesitzer auf Schwandt und wurde 1885 mit Voßfeld belehnt. Er war Reserveleutnant im Kürassier-Regiment „Königin“ (Pommersches) Nr. 2 sowie großherzoglicher mecklenburg-schwerinscher Kammerherr. Seine Ehe mit Elisabeth von Oertzen-Kittendorf blieb kinderlos. Das Ehepaar adoptierte 1927 den Neffen und späteren Major Karl-Wilhelm Graf Schlieffen (1888–1945). Dessen Nachfahren leben in Westfalen.